# جي بي إيزولا
جي بي إيزولا (بالإنجليزية: GP Slovenian Istria)‏ هو سباق دراجات هوائية،  من صنف سباق يوم واحد ‏،  بدأ في 2014 في سلوفينيا.

## تاريخ

### قائمة الفائزين
| السنة | الفائز                      | الثاني               | الثالث             |                 |
| ----- | --------------------------- | -------------------- | ------------------ | --------------- |
| 2014  | Christian Delle Stelle ‏     | Fabio Chinello ‏      | فابيان شنايدت      |                 |
| 2015  | غريغور مولبرغر              | بريمو روغيليتش       | Paolo Ciavatta ‏    |                 |
| 2016  | Jure Golčer ‏                | Markus Eibegger ‏     | Markus Freiberger ‏ |                 |
| 2017  | فيليبو فورتين               | ماركو كمب            | Matej Mugerli ‏     |                 |
| 2018  | Dušan Rajović ‏              | دانيال أوير          | ماثيو جيبسون       |                 |
| 2019  | ماركو كمب                   | باولو توتو           | Davide Gabburo ‏    |                 |
| 2020  | تم إلغاء السباق             | تم إلغاء السباق      | تم إلغاء السباق    | تم إلغاء السباق |
| 2021  | ميركو مايستري               | Leonardo Marchiori ‏  | Daniel Smarzaro ‏   |                 |
| 2022  | دانيال أوير                 | أوليفر ستوكويل ‏      | Nicolò Buratti ‏    |                 |
| 2023  | Bartłomiej Proć ‏            | Alberto Bruttomesso ‏ | Anže Skok ‏         |                 |
| 2024  | Marcin Budziński (cyclist) ‏ | Max van der Meulen ‏  | ريكاردو زويدل      |                 |